# Ensenada de Díaz
Ensenada de Díaz (en inglés: Diaz Cove) es una ensenada en las Islas Kupriyanov en la boca, a 10 millas náuticas (19 km) al noroeste de la Cabo Decepción, cerca de la extremo oriental de la costa sur de la isla San Pedro. La ensenada se conocía a los primeros cazadores de focas como lo demuestran los restos de una embarcación de sellado se encuentra allí. Fue redescubierto en 1929 por el capitán Johannesen y el nombre de su barco, el Díaz. 